# جلان دونكان
جلان دونكان (بالإنجليزية: Glen Duncan)‏ (17 أكتوبر 1965، بولتن في المملكة المتحدة)؛ كاتب، بائع كتب وروائي بريطاني.